# Luis Mazzeo
Luis Mazzeo (Buenos Aires, Argentina; 1962-ibidem; 1 de enero de 2017) fue un actor de cine, teatro y televisión argentino.

## Carrera
Gran actor cómico de reparto, su rostro fue bien conocido en el teatro y en la pantalla chica argentina por sus interpretaciones y por sus facciones características.
En la pequeña pantalla trabajó en decenas de programas humorísticos, tiras y unitarios junto con grandes actores de la escena nacional argentina. Es recordado popularmente por sus divertidas apariciones junto a Florencia Peña en Son de diez, donde encarnó al eterno enamorado de “La Pechocha” .
En cine se destacó en varias películas siendo las más destacadas sus interpretaciones en Eva Perón en 1996, junto con Esther Goris y Víctor Laplace; Esa maldita costilla (1999) con Susana Giménez, Luis Brandoni y Betiana Blum; y Relatos salvajes (2014) en un episodio junto a Ricardo Darín. Actuó bajo la dirección de grandes como Jorge Coscia, Juan José Jusid, Leonardo Favio y Juan Carlos Desanzo .
Además fue productor general de una obra y trabajó en publicidades como la de la  la agencia Walter Thompson.

## Fallecimiento
El actor Luis Mazzeo falleció de un infarto el 1 de enero del 2017 a los 54 años, tras enterarse de que una obra de teatro que haría se posponía. La angustia lo llevó a ese fatal desenlace. Tras ser despedido en la Casa Velatoria Tres Arroyos, en Caballito, sus restos descansan en el Panteón de la Asociación Argentina de Actores del Cementerio de la Chacarita.

## Filmografía
- 2014: Relatos salvajes (episodio "Bombita").
- 2007: Aniceto.
- 2003: Testosterona.
- 1999: Esa maldita costilla.
- 1996: Eva Perón.
- 1992: Sex Humor.
- 1989: La ciudad oculta.
- 1987: Chorros.

## Televisión
- 2006: Hermanos y detectives (Episodio: El extranjero solitario)
- 2005: Floricienta (2° Temporada)
- 2005: El patrón de la vereda.[5]
- 2004/2005: Los Roldán.
- 2004: Padre Coraje.
- 2003: Los Simuladores, como Osvaldo Paván (Temp 2 - Ep 4: «El clan Motul»)
- 2002: Contrafuego.
- 2000: Los Iturralde.
- 1999: Muñeca Brava.
- 1998/2000: Verano del 98.
- 1996: Mi familia es un dibujo.
- 1996/1997: Como pan caliente.
- 1992-1995: Son de diez.
- 1991/1993: La Banda del Golden Rocket.
- 1989/1990: El mundo de Antonio Gasalla.

## Teatro
- Rápido Nocturno, aire de foxtrot (2008).
- Trátala con cariño (2006).
- Los hijos de Noe (2005).
- La Importancia de ser ladrón (1996) junto a Roberto Catarineau, María Rosa Fugazzot, César Bertrand, Noemí Alan, Juan Carlos Ricci y gran elenco.
- El médico a palos (1993).
- El mundo de Antonio Gasalla (1990), estrenado en el Teatro Gran Rex, junto a Antonio Gasalla, Atilio Veronelli, Juan Acosta, Carlos Parrilla, y gran elenco.
- Despedida en el lugar (1982).[6]